# Aljona Igorevna Leonova
Aljona Igorevna Leonova, (cirill betűkkel: Алёна Игоревна Леонова; Leningrád, 1990. november 23. –) orosz műkorcsolyázó, a 2009-es Európa-bajnokság negyedik helyezettje.

## Eredményei
| Esemény                         | 2006-2007 | 2007-2008 | 2008-2009 |
| ------------------------------- | --------- | --------- | --------- |
| Európa-bajnokság                |           |           | 4.        |
| Junior világbajnokság           | 12.       | 6.        | 1.        |
| Orosz bajnokság                 | 7.        | 7.        | 5.        |
| Orosz junior bajnokság          | 2.        | 2.        |           |
| Cup of China                    |           |           | 7.        |
| Cup of Russia                   |           |           | 5.        |
| Junior Grand Prix, Horvátország |           | 5.        |           |
| Junior Grand Prix, Románia      |           | 2.        |           |
| Coupe Internationale Nice       | 1. J      | 1. J      | 2.        |

- J = Junior